# Есен-Бука
Есен-Бука (*д/н — 1318) — 14-й хан Чагатайського улусу в 1310—1318 роках.

## Життєпис
Походив з династії Чингізидів. Син Дуви, хана Чагатайського улусу. Про дату народження та молоді роки нічого невідомо. У 1310 році на курултаї за підтримки свого брата Кепек-хана стає новим правителем улусу. Намагався відновити потугу держави. Для цього спочатку спрямував зусилля проти держави хулагуїдів. У 1312—1313 році на чолі із братом Кепеком відправив війська для підкорення Хорасану. Вони пограбували область, проте закріпитися не змогли. У відповідь ільхан Олджейту пограбував південний Мавераннахр.
Тоді Есен-Бука відновив союз з нікудерійською ордою (розташовувалася в області Кандагар і Газні), при підтримці якої у 1314 році було захоплено Герат, а у 1315 році завдано поразки війську ільханів у битві біля річки Мургабе. Разом з успіхами проти Хулагуїдів, хан вирішив позбавитися залежності від династії Юань. Спочатку від став обмежувати права торговців з Китаю та Монголії, а з 1314 року перестав сплачувати щорічну данину.
Проти Есен-Буки виступило юаньське військо на чолі з Чжуануром. Армія Есен-Буки на чолі з Єбуганєм та Хубу-Темуром зазнало поразки у битвах при Чимайгані та Чжаїрі. Після цього супротивник вдерся в межі Чагатайського улусу, пограбувавши значні області, зокрема було захоплено літню та зимову ставки Есен-Буки біля Таласа та Іссик-Куля відповідно.
У 1315 році на допомогу хану прийшов його брат Кепек. Есен-Бука власне очолив військо, з яким рушив проти Чжуанура. Об'єднане військо Есен-Буки зустріло юаньські війська в долині Турфан. У вирішальній битві головний емір хана Інкарджак, що командував центром, не витримав удару ворога й втік, що спричинило загальну поразку. Есен-Бука ледве змін врятуватися. В результаті юаньці захопили турфанську оазу та південь Монгольського Алтаю. У 1317 році він вимушений був знову визнати зверхність Юань.
Поразка від Юань поставили країну на межу економічного краху. Східний Туркестан перестав бути опорою розвитку економіки через безперервні воєн, до того ж частина його виявилася під контролем юаньського двору. Це спричинило численні повстання залежних племен та монголів. У 1317 році до Мавеннахру вдерся чагатаїд Ясавур, що перейшов на бік Хулагуїдів. Есен-Бука не мав хист подолати усіх ворогів. В розпал боротьби у 1318 році він помер. Владу успадкував його брат Кепек-хан.